# Дом Сунь Ятсена
Дом Сунь Ятсена (кит. упр. 上海中山故居, пиньинь Shànghǎi Zhōngshān Gùjū) — мемориальный дом-музей Сунь Ятсена, расположен в шанхайском районе Хуанпу, на Xiangshan Road, 7 (ранее — улица Мольера, бывшая территория французской концессии), рядом с парком Фусин.
Представляет собой 2-этажный особняк с садом, в котором жил Сунь Ятсен с супругой Сун Цинлин в 1918—1924 годах. Сунь Ятсен провел в этом доме ряд важных мероприятий, в том числе переговоры с представителями СССР. После смерти Сунь Ятсена в 1925 году его вдова продолжала жить в этом доме до 1937 года.

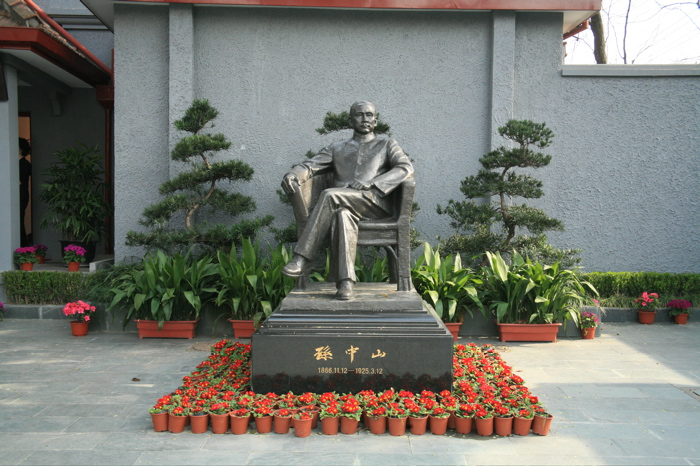
Памятник Сунь Ятсену во дворе дома-музея

После японо-китайской войны в 1945 году в этом доме был организован мемориал Сунь Ятсена, открыт для посетителей в 1961 году.